# Richard Williams (tenniscoach)
Richard Williams (14 februari 1942) is een Amerikaanse tenniscoach. Hij is vooral bekend als vader van voormalige nummers één Serena en Venus Williams.

## Biografie
Williams leerde zijn tweede ex-vrouw, Oracene Price, in 1979 kennen. Ze trouwden en woonden een tijdje in Lansing om later naar het Los Angeles County te verhuizen.
Price had al drie dochters uit haar vorige huwelijk, en samen met Williams kregen ze nog twee dochters (Venus en Serena). Omdat Williams wilde dat zijn dochters succesvol in sport zouden worden, startte hij met het geven van tennisles op openbare tennisvelden vanaf dat Venus en Serena 4,5 jaar oud waren. In 1995 zou hij zijn dochters van de Rick Macci Tennis Academy halen om ze  opnieuw zelf tennisles te geven.
Aan het eind van 2000 leefden hij en zijn vrouw niet meer samen, om in 2002 te scheiden.
Het leven van Williams en zijn dochters is in 2021 verfilmd in de film King Richard. De acteur die Williams speelde, Will Smith, kreeg voor zijn rol een Oscar.